# Li Ji (archéologue)
Pour les articles homonymes, voir Li.
Dans ce nom chinois, le nom de famille, Li, précède le nom personnel.
Li Ji (12 juillet 1896 - 1er août 1979 ; chinois traditionnel : 李濟 ; chinois simplifié : 李济 ; pinyin : Lǐ Jì ; Wade : Li Ch'i), prénom de naissance, Shunjing (順井 / 顺井, shùnjǐng),, noms de lettres, Shouzhi (受之) et également Jizhi (濟之/济之), est un archéologue chinois. Considéré comme le fondateur de l'archéologie chinoise moderne, il est connu pour avoir prouvé, par ses découvertes à Yin Xu, l'existence historique de la dynastie Shang.
Son nom est souvent transcrit sous la forme Li Chi, parfois Li Ch'i ou Lee Chi, dans les publications.

## Biographie
Li Ji est issu d'une famille aisée du Hubei où il est né en 1896 dans le bourg de Yingzhong (郢中镇), aujourd'hui, quartier urbain (郢中街道) et centre administratif de la ville-district de Zhongxiang, à Jingmen. En 1918, il part pour les États-unis étudier l'anthropologie à l'université Harvard. Il obtient son doctorat en 1923 et commence à enseigner l'anthropologie et la sociologie à l'université de Nankai puis à l'université Tsinghua. Il mène en 1925 et 1926 des fouilles archéologiques concernant la culture de Yangshao dans la partie sud du Shanxi,.
En 1926, il participe à l'expédition en Chine de la Freer Gallery of Art de Washington.
En 1928, il devint le premier directeur du département d'archéologie de l'Academia sinica.
Il dirige les fouilles de Yin Xu près d'Anyang de 1928 à 1937 jusqu'à ce que le déclenchement de la seconde guerre sino-japonaise interrompe les travaux. Considérées comme la première série de fouilles archéologiques modernes en Chine, ces fouilles aboutissent à la découverte d'un palais royal et de plus de 300 tombes, dont 4 tombes royales. Le mobilier archéologique comprend entre d'autres des bronzes, des céramiques et un grand nombre d'os oraculaires inscrits en écriture ossécaille,.
Ces découvertes établissent l'authenticité historique de la Dynastie Shang encore débattue jusque là,,,.
Après la guerre, lorsque les forces communistes de Mao Zedong prennent le pouvoir en Chine continentale, Li Ji se réfugie à Taïwan. Il dirige les départements d'archéologie et d'anthropologie de l'université nationale de Taïwan à Taipei. Il meurt le 1er août 1979 à Taipei.
Au cours de sa carrière, Li Ji forme toute une génération d'archéologues chinois dont Xia Nai (en), K. C. Chang (en), et Guo Baojun.

## Publications
Notamment en anglais :
- (en) The Formation of the Chinese People, Harvard University Press, 1928
- (en) The Beginnings of Chinese Civilization : three lectures illustrated with finds at Anyang, Seattle, University of Washington, 1957
- (en) Anyang, Seattle, University of Washington, 1957
- (en) Manchuria in history : a summary, Peiping, Peking Union Bookstore, 1932 (OCLC 16148810)

En chinois :
- (zh-Hant) 西阴村史前的遗存, 北京大學出版社, coll. « 清华研究院丛书 »,‎ 1928
- (zh-Hant) 李濟 et 傅斯年, 安陽發掘報告, 台北市, 中央硏究院歷史語言硏究所,‎ 1996 (OCLC 45026406)
- (zh-Hant) 城子崖，与傅斯年、董作宾、梁思永、吴金鼎、郭宝钧、刘屿霞合辑，中央研究院历史语言研究所中国考古报告集之1,‎ 1934
- (zh-Hant) 小屯第三本‧殷虚器物甲编：陶器上辑，中央研究院历史语言研究所中国考古报告集之2,‎ 1956

## Galerie

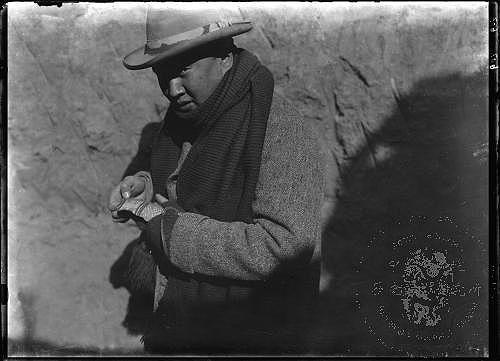
Li Ji à Yin Xu en 1929.
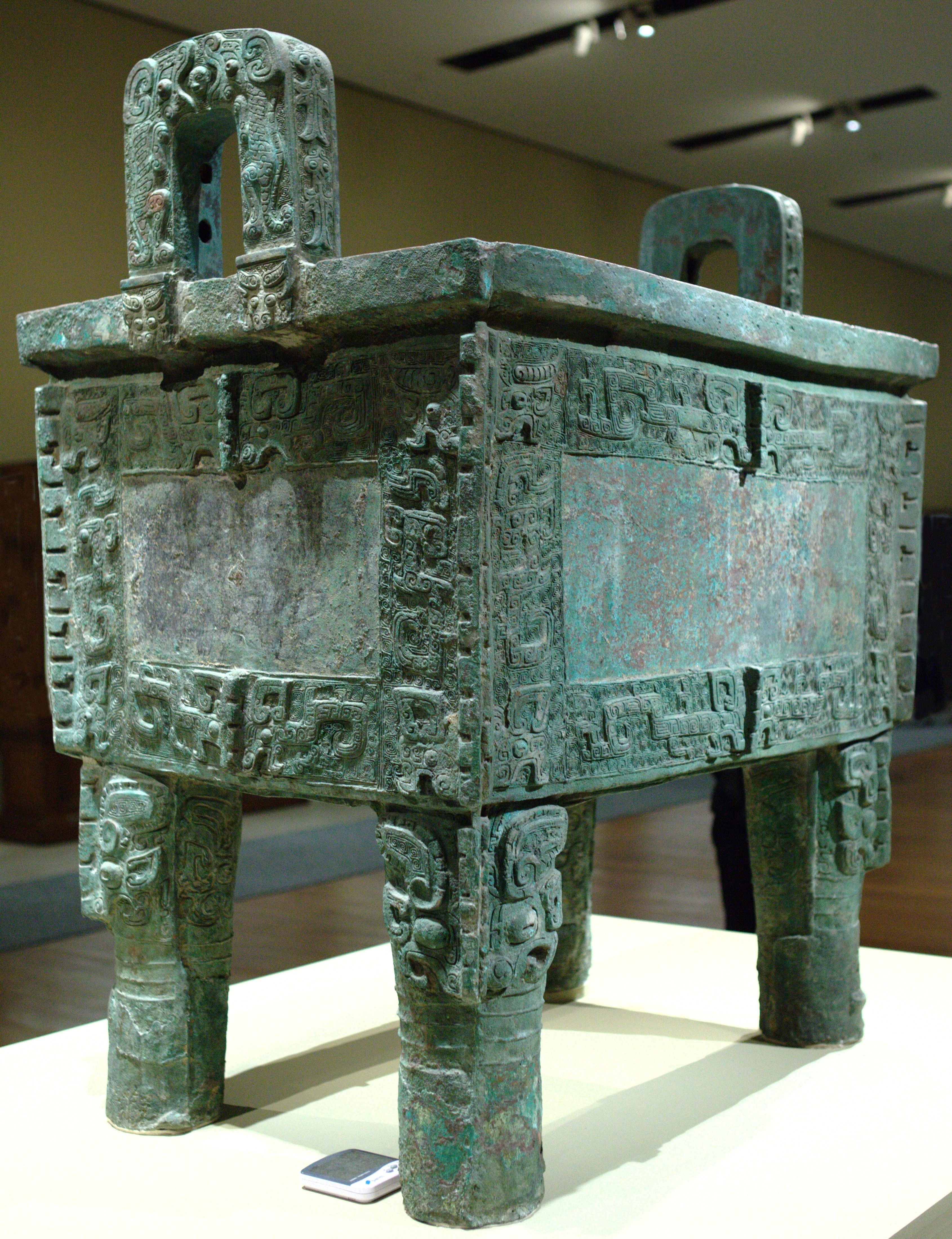
Chaudron de bronze découvert près d'Anyang en 1939 (Musée national de Chine à Pékin).
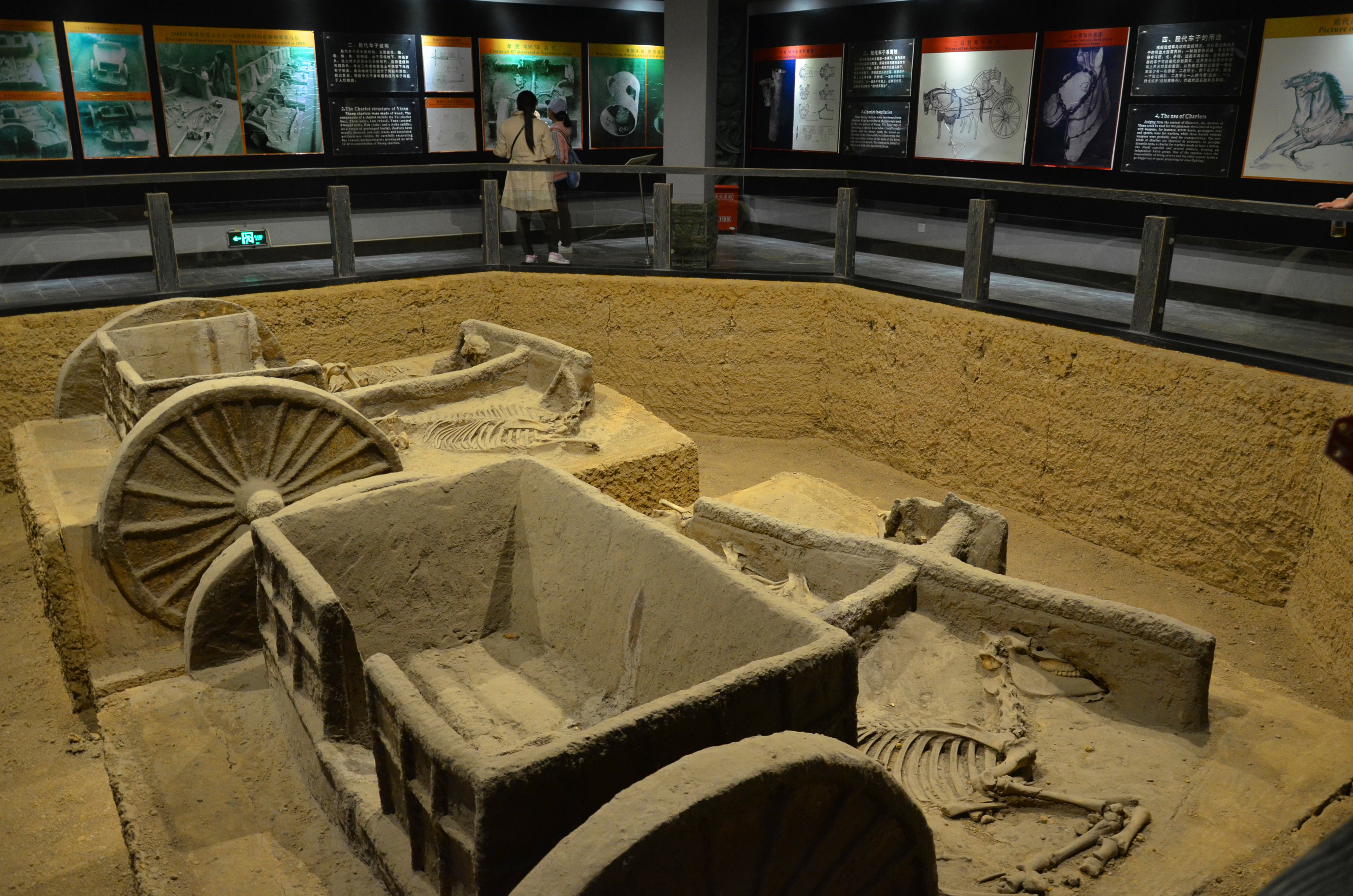
Chars et chevaux dans une tombe de la dynastie Shang.